# Hakima Barhraoui
Hakima Barhraoui, née le 7 avril 2000, est une coureuse cycliste marocaine.

## Palmarès sur piste

### Championnats d'Afrique
- Casablanca 2018
  -  Médaillée de bronze de la poursuite par équipes
- Le Caire 2020
  -  Médaillée de bronze de la poursuite par équipes
- Le Caire 2021
  -  Médaillée d'argent de poursuite par équipes (avec Fatima Zahra El Hayani, Nora Sahmoud et Fatima Zahra Benzekri)
  -  Médaillée de bronze de vitesse par équipes (avec Fatima Zahra El Hayani et Fatima Zahra Benzekri)

## Palmarès sur route
- 2017
  - 2e du championnat du Maroc du contre-la-montre juniors
  - 3e du championnat du Maroc sur route juniors
- 2018
  -  Championne du Maroc sur route juniors
  - 2e du championnat du Maroc du contre-la-montre juniors